# Élections législatives de 1946 dans le Morbihan
Les élections législatives françaises de 1946 se tiennent le 10 novembre. Ce sont les premières élections législatives de la Quatrième république, après l'adoption lors du référendum du 13 octobre d'une nouvelle constitution.

## Mode de scrutin
L'Assemblée nationale est composée de 618 sièges pourvus au scrutin proportionnel plurinominal suivant la règle de la plus forte moyenne dans le cadre départemental, sans panachage. 
Le vote préférentiel est admis, en inscrivant un numéro d'ordre en face du nom d'un, de plusieurs ou de tous les candidats de la liste. Mais l'ordre ne pourra être modifié que si au moins la moitié des suffrages portés sur la liste est numéroté. Dans les faits les modifications ne dépasseront jamais les 7%.
Dans le département de la Morbihan, sept députés sont à élire.

## Élus
| Député sortant        | Parti | Parti | Député élu ou réélu | Parti | Parti |
| --------------------- | ----- | ----- | ------------------- | ----- | ----- |
| Louis Guiguen         |       | PCF   | Louis Guiguen       |       | PCF   |
| Jean Le Coutaller     |       | SFIO  | Jean Le Coutaller   |       | SFIO  |
| Paul Ihuel            |       | MRP   | Paul Ihuel          |       | MRP   |
| Paul Hutin-Desgrées   |       | MRP   | Paul Hutin-Desgrées |       | MRP   |
| Joseph Guyomard       |       | MRP   | Joseph Guyomard     |       | MRP   |
| Joseph Yvon           |       | MRP   | Joseph Yvon         |       | MRP   |
| Marie Texier-Lahoulle |       | MRP   | Raymond Marcellin   |       | Pays. |

## Résultats

### Résultats à l'échelle du département
| Parti    | Parti        | Tête de liste     | Résultats | Résultats | Sièges |  |
| Parti    | Parti        | Tête de liste     | Voix      | %         |        |  |
| -------- | ------------ | ----------------- | --------- | --------- | ------ |  |
|          | MRP          | Paul Ihuel        | 118 003   | 45,50     | 4 1    |  |
|          | PCF          | Louis Guiguen     | 57 176    | 22,05     | 1      |  |
|          | SFIO         | Jean Le Coutaller | 39 448    | 15,21     | 1      |  |
|          | Pays.-Gaull. | Raymond Marcellin | 29 009    | 11,19     | 1 1    |  |
|          | RGR          | Alphonse Rio      | 15 702    | 6,06      | -      |  |
|          |              |                   |           |           |        |  |
| Inscrits | Inscrits     | Inscrits          | 327 162   | 100,00    | 7      |  |
| Votants  | Votants      | Votants           | 262 852   | 80,34     |        |  |
| Exprimés | Exprimés     | Exprimés          | 259 338   | 98,66     |        |  |